# Long Pants
Long Pants is een Amerikaanse filmkomedie uit 1927 onder regie van Frank Capra. De film werd destijds in Nederland uitgebracht onder de titel Het broekie.

## Verhaal
Harry Shelby wordt kort gehouden door zijn ouders en hij draagt nog altijd kniebroeken. Wanneer hij voor het eerst een lange broek mag dragen, willen zijn ouders dat hij gelijk trouwt met zijn jeugdliefde. Harry daarentegen is van plan om de bloemetjes buiten te zetten en hij valt voor een andere vrouw. Hij denkt dat zij ook verliefd is op hem en hij wil haar helpen als ze in de gevangenis belandt. Hij zit al gauw zelf in de knoei.

## Rolverdeling
| Acteur           | Personage      |
| ---------------- | -------------- |
| Harry Langdon    | Harry Shelby   |
| Gladys Brockwell | Zijn moeder    |
| Alan Roscoe      | Zijn vader     |
| Priscilla Bonner | Zijn bruid     |
| Alma Bennett     | Zijn ondergang |
| Betty Francisco  | Zijn einde     |